# 國防役
國防訓儲是中華民國（臺灣）曾出現的一種制度，其正式官方名稱為國防工業訓儲預備軍（士）官，坊間誤傳稱為國防役，但實際上該制度並無立法法源基礎，亦不屬於兵役法所規範範疇，該制度僅為國防部依據內部行政命令“國防工業訓儲預備軍官預備士官甄選作業要點”而執行，故稱之兵役並不正確。國防訓儲人員只有入伍訓練時具有現役軍人身份；訓練一結束即是後備軍人，並至各公司或機關參與研發計畫。自2008年起，已由研發替代役取代國防訓儲制度的實施。

## 目的簡介
臺灣政府為積極發展國防工業和有效運用人才，結合民間力量，提昇國防工業及其相關科技產業之研發能力與國家整體競爭力，落實獨立自主國防建設。承辦單位為行政院科技顧問室，接訓單位是國防部。

## 服務單位
服務單位需每年經過申請及審核程序，經核定員額後，次年才可以甄選有意願且具備預官(士)資格的碩士博士生。
以下是用人單位參考的名單，詳細可參考網站的公告。
- 政府單位
  - 內政部警政署刑事警察局科技犯罪防制中心、內政部建築研究所、中山科學研究院、中央研究院、行政院原子能委員會核能研究所、國家同步輻射研究中心、行政院衛生署疾病管制局、經濟部智慧財產局、行政院農業委員會動植物防疫檢疫局、行政院國家科學委員會精密儀器發展中心、行政院國家科學委員會科學技術資料中心、交通部中央氣象局、台北榮民總醫院、行政院勞工委員會勞工安全衛生研究所、行政院農業委員會桃園區農業改良場、行政院飛航安全委員會、行政院衛生署管制藥品管理局。

- 公營事業

漢翔航太股份有限公司、中華電信研究所、中華電信數據通信分公司。
- 財團法人
  - 工業技術研究院、資訊工業策進會、國家實驗研究院、國家衛生研究院、食品工業發展研究所、中國紡織工業研究中心、生物技術開發中心、車輛研究測試中心、金屬工業研究發展中心、精密機械發展中心、聯合船舶設計發展中心、中衛發展中心、塑膠工業技術發展中心、電子檢驗中心。

- 學校
  - 國立台灣大學、國立交通大學、國立成功大學、國立清華大學、國立台灣科技大學、中原大學、國立中山大學、國立陽明大學、長庚大學。

- 民營機構
  - 新竹科學園區等地的科技公司、私人公司等。

## 優先項目
- 航太工業技術
- 生化防護技術
- 電子技術
- 感應器及光電技術
- 資訊與通訊技術
- 能源技術
- 材料技術
- 機械、製造與自動化技術
- 軍事工程技術
- 生物及醫學研發

## 服役期間
- 新兵訓練
  - 地點：新竹縣關西營區，903 旅
  - 內容：軍事基礎教育、通識教育、愛國教育
  - 期間：十二週
  - 身份：現役軍人
- 服務期間
  - 工作地點：依照簽約單位、公司而定
  - 服務期間：參考一般義務兵役役期而定。最初為六年，後縮短為四年。
  - 薪資：依照各單位、公司而定
  - 身份：後備軍人，不具現役軍人身份
- 回役
  - 由後備單位徵集後，回到軍中服役至期滿
    - 若因不適任，無法繼續研發計畫，且無法轉任至其他經核定擁有國防訓儲員額之機關公司繼續服務者。
    - 各單位或公司部門倒閉、裁撤、合併，且無法轉任至其他經核定擁有國防訓儲員額之機關公司繼續服務者。

## 申請制度
- 申請資格
  - 役男
  - 碩士（含）以上畢業
  - 預備軍官、士官錄取資格
- 申請流程
  - 預備軍官（士）考試
  - 預備軍官（士）志願填選
  - 國防役志願及履歷填選
  - 政府單位、法人機關、公司選人
  - 國防部核可

## 相關規劃
基於役別的平等與多元化，國防訓儲制度已在2008年由研發替代役取代。

## 爭議
國防訓儲制度明顯偏袒理工研究生，對於其他領域之役男形成不公平之情況。再者，在私人公司機關服務期間所從事之工作往往跟國防科技之研發沒有任何關係，而流於私人公司機關為營業利益及企業發展所用，故引起監察院的質疑，部分監察委員認為這個制度並不公平而向國防部提出糾正案。

## 相關網站
- 中華民國國防部